# NGC 5922
NGC 5922 – obiekt z katalogu New General Catalogue znajdujący się w gwiazdozbiorze Wolarza, poprzednio uznawany za gwiazdę podwójną. Według nowszych ustaleń może to być pierwsza obserwacja galaktyki NGC 5923. Obiekt ten zaobserwował William Herschel 9 kwietnia 1787 roku i umieścił w swoim katalogu obiektów mgławicowych.